# Das große Promi-Büßen
Das große Promi-Büßen ist eine deutsche Reality-Show des Fernsehsenders ProSieben. Die 1. Staffel wurde vom 7. Juli 2022 bis zum 11. August 2022 ausgestrahlt. Die 2. Staffel wurde ab dem 9. November 2023 ausgestrahlt. Moderatorin war Olivia Jones, Off-Sprecher war in Staffel 1 Sky du Mont und in Staffel 2 Katy Karrenbauer.

## Konzept
In der Reality-Show ziehen elf Prominente in ein Zeltlager am Erzberg in den österreichischen Alpen. In den Spielen können die Prominenten keine Belohnungen erkämpfen, sondern nur Bestrafungen entgehen. Das Team, das das Gruppenspiel verliert, erwartet anschließend eine Strafarbeit.
Des Weiteren werden die Prominenten in der „Runde der Schande“ mit ihrem Verhalten und Negativschlagzeilen aus der Vergangenheit konfrontiert. Dabei werden die Promis zu Einzelgesprächen mit Moderatorin Olivia Jones gebeten. Bei der „Runde der Schande“ werden den Prominenten negative Ausschnitte aus ihren bisherigen Reality-Show-Teilnahmen gezeigt, zu denen sie Stellung beziehen sollen. Als Buße wird ihnen eine persönliche Aufgabe erteilt. Am Ende jeder Folge nominieren die Kandidaten beim „Tribunal der Loser“ zwei Kandidaten, die anschließend ein Exit-Spiel absolvieren. Der Verlierer scheidet aus der Show aus. Der Sieger der Sendung erhält 50.000 Euro.

## Staffel 1
Die Dreharbeiten fanden im Juni 2021 in einem Camp am Erzberg in Österreich statt. Zuvor erhielt der Sender Sat.1 im April 2021 erhebliche Kritik nach Ausstrahlung der ersten Folge der zweiten Staffel von Promis unter Palmen, die von der gleichen Produktionsfirma realisiert wurde. Nachdem durch medialer Kritik nur noch eine zensierte zweite Folge ausgestrahlt wurde, wurde nach dem Tod des Kandidaten Willi Herren die weitere Ausstrahlung aus Pietätsgründen gestoppt.
Ursprünglich war eine Ausstrahlung von Das große Promi-Büßen für Sat.1 vorgesehen. Nachdem Helena Fürst unmittelbar nach den Aufzeichnungen in eine Psychiatrie zwangseingewiesen wurde, kündigte Sat.1 an, das Format 2021 nicht mehr auszustrahlen.  2022 folgte der Entschluss das Format ab Juli 2022 auf ProSieben auszustrahlen.
Nach Ausstrahlung der zweiten Das große Promi-Büßen-Folge erhob Helena Fürst Kritik an dem für sie ungünstigen Zusammenschnitt in dieser Folge. Hierdurch seien andere Kandidaten in ein besseres Licht gerückt worden. In ihrer Schilderung wurde beim hiervon gezeigten Tagesverlauf gewollt durch ihre Wahl als Teamkapitän und anschließender Team-Bestrafung von der Produktion eine Eskalation hervorgerufen. Ursprünglich wurde ihre „Runde der Schande“ für den Folgetag ihres Ausscheidens angekündigt. Die wurde – von der Produktion auch bestätigt – mit Olivia Jones aufgezeichnet und laut Helena Fürst überraschend einen Tag vorgezogen. Ihre „Runde der Schande“ führte zu einem erneuten Konflikt mit ihrem Mitkandidaten, die diese wie gewohnt an einem TV live miterleben konnten. Ein zu einem durch den Schnitt für den Zuschauer nicht nachvollziehbarer nächtlichen Streit führte zum späteren Ausscheiden von Helena Fürst.
Carina, Daniel und Daniele erreichten das Finale. Da sie als Team zusammen arbeiteten und das Preisgeld fanden, gewannen somit alle drei die Show.

### Teilnehmer
| Platz | Teilnehmer          | bekannt als | Einzug in Folge | Auszug in Folge      |
| ----- | ------------------- | --- | --------------- | -------------------- |
| 1     | Carina Spack        | Teilnehmerin bei Der Bachelor (2018), Bachelor in Paradise (2018, 2019) Promis unter Palmen (2020) und Prominent Getrennt (2022)                                                                    | 1               | Gewinner der Staffel |
| 1     | Daniel Köllerer     | Tennisspieler, Teilnehmer bei Promi Big Brother und Adam sucht Eva (2016) | 1               | Gewinner der Staffel |
| 1     | Daniele Negroni     | Teilnehmer bei Deutschland sucht den Superstar (2012) und Ich bin ein Star – Holt mich hier raus! (2018)                                                                                            | 1               | Gewinner der Staffel |
| 4/5   | Ennesto Monté       | Schlagersänger, Teilnehmer bei Das Sommerhaus der Stars (2017) und Promis unter Palmen (2020) | 1               | 5                    |
| 4/5   | Simex               | YouTuber | 1               | 5                    |
| 6     | Elena Miras         | Gewinnerin von Love Island (2017), Das Sommerhaus der Stars (2019) und Kampf der Realitystars (2022), Teilnehmerin bei Ich bin ein Star – Holt mich hier raus (2020) und Promis unter Palmen (2021) | 1               | 5                    |
| 7     | Calvin Kleinen      | Teilnehmer bei Temptation Island (2020), Temptation Island VIP (2020) und Promis unter Palmen (2021), Gewinner von CoupleChallenge (2022)                                                           | 1               | 5                    |
| 8     | Matthias Mangiapane | Teilnehmer bei Hot oder Schrott – Die Allestester (seit 2016), Das Sommerhaus der Stars (2017) Ich bin ein Star – Holt mich hier raus! (2018) und Promis unter Palmen (2020)                        | 1               | 4                    |
| 9     | Gisele Oppermann    | Teilnehmerin bei Germany’s Next Topmodel (2008), Ich bin ein Star – Holt mich hier raus! (2019) und Adam sucht Eva (2021)                                                                           | 1               | 3                    |
| 10    | Helena Fürst 1      | Doku-Soap-Darstellerin, Teilnehmerin bei Ich bin ein Star – Holt mich hier raus! (2016) und Das Sommerhaus der Stars (2017)                                                                         | 1               | 2                    |
| 11    | Tessa Hövel         | Influencerin | 1               | 1                    |

 1 Helena Fürst musste das Camp verlassen, da sie vom weiteren Verlauf der Produktion ausgeschlossen wurde.

### Runden der Schande
|         | Kandidat            | Thema                                                     | Buße               |
| ------- | ------------------- | --------------------------------------------------------- | ------------------ |
| Folge 1 | Matthias Mangiapane | Mobbingeklat bei Promis unter Palmen                      | Latrinendienst     |
| Folge 2 | Helena Fürst        | nicht ausgestrahlt                                        | nicht ausgestrahlt |
| Folge 3 | Carina Spack        | Mobbingeklat bei Promis unter Palmen                      | Latrinendienst     |
| Folge 3 | Calvin Kleinen      | Fehlverhalten gegenüber Frauen                            | Waschdienst        |
| Folge 4 | Simex               | Fehlverhalten in der Öffentlichkeit                       | Latrinendienst     |
| Folge 4 | Elena Miras         | Fehlverhalten im Sommerhaus der Stars                     | Waschdienst        |
| Folge 5 | Daniel Köllerer     | Fehlverhalten bei Tennisturnieren                         | Kochdienst         |
| Folge 5 | Ennesto Monté       | generelles Fehlverhalten                                  | Latrienendienst    |
| Folge 5 | Daniele Negroni     | Ausraster bei CoupleChallenge – Das stärkste Team gewinnt | Schlafsaaldienst   |

### Nominierungen
|                 | Folge 1         | Folge 2               | Folge 3               | Folge 4               | Folge 5               | Folge 6               |
| Carina          | Helena Tessa    | Gisele Matthias       | Simex                 | Simex                 | Daniel Simex          | Gewinnerin            |
| Daniel          | Helena Daniele  | Gisele Simex          | Simex                 | Simex                 | Calvin Simex          | Gewinner              |
| Daniele         | Helena Tessa    | Gisele Matthias       | Simex                 | Daniel                | Daniel Calvin         | Gewinner              |
| Ennesto         | Helena Tessa    | Gisele Carina         | Simex                 | Simex                 | Daniel Simex          | Spielergebnis         |
| Simex           | Helena Ennesto  | Gisele Carina         | Matthias              | Daniel                | Daniel Ennesto        | Spielergebnis         |
| Elena           | Helena Tessa    | Gisele Daniele        | Simex                 | Daniele               | Calvin Daniel         | Spielergebnis         |
| Calvin          | Helena Tessa    | Gisele Carina         | Daniel                | Daniele               | Daniel Ennesto        | Auszug in Folge 6     |
| Matthias        | Daniele Tessa   | Gisele Simex          | Simex                 | Daniele               | Auszug in Folge 4     | Auszug in Folge 4     |
| Gisele          | Helena Tessa    | Simex Carina          | Daniel                | Auszug in Folge 3     | Auszug in Folge 3     | Auszug in Folge 3     |
| Helena          | Daniele Elena   | Ausschluss in Folge 2 | Ausschluss in Folge 2 | Ausschluss in Folge 2 | Ausschluss in Folge 2 | Ausschluss in Folge 2 |
| Tessa           | Ennesto Daniele | Auszug in Folge 1     | Auszug in Folge 1     | Auszug in Folge 1     | Auszug in Folge 1     | Auszug in Folge 1     |
| Exit-Duell      | Helena Tessa    | Gisele Carina         | Gisele Simex          | Matthias Daniele      | Daniel Calvin         |                       |
| Auszug          | Tessa           | Helena                | Gisele                | Matthias              | Calvin                |                       |
| Anmerkungen: 1. |                 |                       |                       |                       |                       |                       |

## Staffel 2
Im Februar 2023 bestätigte ProSieben via Twitter, dass es eine 2. Staffel geben wird. Staffel 2 startete ab dem 9. November 2023 auf ProSieben erneut mit Olivia Jones als Moderatorin in den Runden der Schanden.

### Teilnehmer
| Platz | Teilnehmer      | bekannt als | Einzug in Folge | Auszug in Folge |
| ----- | --------------- | --- | --------------- | --------------- |
| 1     | Steff Jerkel    | Teilnehmer bei Goodbye Deutschland!, Kampf der Realitystars (2020) und Das Sommerhaus der Stars (2021)                                                          | 1               | 7               |
| 2     | Christin Okpara | Teilnehmerin bei Are You the One? (2021) und CoupleChallenge (2021)                                                                                             | 1               | 7               |
| 3     | Leon Machère    | Youtuber, Musiker, Teilnehmer bei Kampf der Realitystars (2021)                                                                                                 | 1               | 7               |
| 4     | Danni Büchner   | Teilnehmerin bei Goodbye Deutschland!, Das Sommerhaus der Stars (2018), Ich bin ein Star – Holt mich hier raus! (2020) und Promi Big Brother (2021)             | 1               | 7               |
| 5     | Eric Sindermann | Ex-Handballer und Modedesigner, Teilnehmer bei Ex on the Beach (2021), Promi Big Brother (2021) und Das Sommerhaus der Stars (2022)                             | 1               | 7               |
| 6     | Yvonne Woelke   | Schauspielerin, Model, Moderatorin | 1               | 7               |
| 7     | Jürgen Trovato  | Darsteller bei Die Trovatos – Detektive decken auf, Teilnehmer bei Promi Big Brother (2019)                                                                     | 1               | 7               |
| 8     | Gloria Glumac   | Teilnehmerin bei Temptation Island (2022), Gewinnerin von Prominent getrennt (2023)                                                                             | 1               | 6               |
| 9     | Patrick Romer   | Teilnehmer bei Bauer sucht Frau (2020) und CoupleChallenge (2022), Gewinner von Das Sommerhaus der Stars (2022)                                                 | 1               | 6               |
| 10    | Emmy Russ       | Teilnehmerin bei Beauty & The Nerd (2020), Promi Big Brother (2020), Promis unter Palmen (2021), Temptation Island VIP (2021) und Kampf der Realitystars (2023) | 1               | 6               |
| 11    | Lisha Savage    | Youtuberin und Teilnehmerin bei Das Sommerhaus der Stars (2020)                                                                                                 | 1               | 5               |
| 12    | Mike Cees       | Teilnehmer bei Die Bachelorette, Temptation Island, Das Sommerhaus der Stars (2021) und Kampf der Realitystars (2022)                                           | 1               | 3               |

### Runden der Schanden
|         | Kandidat        | Thema                                                                                | Buße                                                                                 |
| ------- | --------------- | ------------------------------------------------------------------------------------ | ------------------------------------------------------------------------------------ |
| Folge 1 | Patrick Romer   | Fehlverhalten gegenüber seiner Ex-Freundin im Sommerhaus der Stars                   | 24 Stunden Einhorn Handschuhe tragen                                                 |
| Folge 1 | Yvonne Woelke   | Ehedrama um Iris und Peter Klein                                                     | 32.000 Schritte laufen                                                               |
| Folge 2 | Steff Jerkel    | Fehlverhalten gegenüber Frauen                                                       | Haushaltsdienst                                                                      |
| Folge 2 | Lisha Savage    | Fehlverhalten im Sommerhaus der Stars                                                | Latrinendienst                                                                       |
| Folge 3 | Christin Okpara | Fehlverhalten bei Are You the One? und CoupleChallenge                               | "Ich will ein gutes Vorbild sein" für eine bestimmte Anzahl auf eine Tafel schreiben |
| Folge 3 | Mike Cees       | Manipulation und Kontrollieren von seiner Partnerin Michelle im Sommerhaus der Stars | Augenbinde                                                                           |
| Folge 4 | Jürgen Trovato  | Fehlverhalten und homophobe Äußerungen bei Promi Big Brother                         | Allen eine Gute-Nacht-Geschichte über Homosexualität vorlesen                        |
| Folge 4 | Emmy Russ       | Ausraster bei Beauty & The Nerd und Das große Promi-Büßen                            | Latrinendienst                                                                       |
| Folge 5 | Leon Machère    | Fehlverhalten gegenüber der Polizei                                                  | Camp-Sheriff                                                                         |
| Folge 5 | Danni Büchner   | Schlechte Laune bei Ich bin ein Star – Holt mich hier raus! und Promi Big Brother    | Latrinendienst                                                                       |
| Folge 6 | Eric Sindermann | Fehlverhalten bei Promi Big Brother und Sommerhaus der Stars                         | Den Mitcampern die Füße waschen                                                      |
| Folge 6 | Gloria Glumac   | Fehlverhalten bei Temptation Island und Prominent getrennt                           |                                                                                      |

### Nominierungen
|                    | Folge 2       | Folge 3       | Folge 4                 | Folge 5                 | Folge 6                 | Folge 7                       | Finale                        |
| Steff              | Gloria        | Mike          | Lisha                   | Jürgen Gloria           | Patrick                 | Eric Jürgen                   | Gewinner                      |
| Christin           | Danni         | Yvonne        | Emmy                    | Patrick Jürgen          | Patrick                 | Eric Jürgen                   | Zweitplatzierte               |
| Leon               | Gloria        | Mike          | Emmy                    | Gloria Jürgen           | Keine Nominierung       | Jürgen Eric                   | Drittplatzierter              |
| Danni              | Christin      | Yvonne        | Lisha                   | Jürgen Gloria           | Keine Nominierung       | Jürgen Leon                   | Spielergebnis                 |
| Eric               | Christin      | Yvonne        | Emmy                    | Leon Gloria             | Keine Nominierung       | Jürgen Leon                   | Spielergebnis                 |
| Yvonne             | Christin      | Eric          | Lisha                   | Jürgen Gloria           | Patrick                 | Jürgen Eric                   | Spielergebnis                 |
| Jürgen             | Christin      | Mike          | Lisha                   | Danni Yvonne            | Keine Nominierung       | Eric Leon                     | rausgewählt (Folge 7)         |
| Gloria             | Steff         | Yvonne        | Lisha                   | Leon Yvonne             | Keine Nominierung       | freiwilliger Auszug (Folge 6) | freiwilliger Auszug (Folge 6) |
| Patrick            | Christin      | Mike          | Emmy                    | Yvonne Danni            | Keine Nominierung       | rausgewählt (Folge 6)         | rausgewählt (Folge 6)         |
| Emmy               | Christin      | Mike          | Lisha                   | Patrick Gloria          | ausgeschieden (Folge 6) | ausgeschieden (Folge 6)       | ausgeschieden (Folge 6)       |
| Lisha              | Steff         | Mike          | Leon                    | rausgewählt (Folge 4)   | rausgewählt (Folge 4)   | rausgewählt (Folge 4)         | rausgewählt (Folge 4)         |
| Mike               | Steff         | Yvonne        | ausgeschieden (Folge 3) | ausgeschieden (Folge 3) | ausgeschieden (Folge 3) | ausgeschieden (Folge 3)       | ausgeschieden (Folge 3)       |
| Exit-Duell         | Christin Mike | Christin Mike | Emmy Leon               | Emmy Gloria             |                         |                               |                               |
| Auszug             | Mike          | Mike          | Lisha                   | Emmy                    | Patrick                 | Jürgen                        |                               |
| Anmerkungen: 1. 2. |               |               |                         |                         |                         |                               |                               |

## Staffel 3
Am 1. August 2024 wurden die Teilnehmer bekanntgegeben. Olivia Jones übernahm zum dritten Mal die Moderation in den Runden der Schanden. Ab dem 7. November wurde die dritte Staffel auf Joyn und ProSieben ausgestrahlt.

### Teilnehmer
| Platz | Teilnehmer            | bekannt als | Einzug in Folge | Auszug in Folge |
| ----- | --------------------- | --- | --------------- | --------------- |
| 1     | Sam Dylan             | Teilnehmer bei Prince Charming (2019), Kampf der Realitystars (2020), Promiboxen (2020), Ich bin ein Star – Die große Dschungelshow (2021), Promi Big Brother (2022), Forsthaus Rampensau Germany (2023), RTL Turmspringen (2024), The 50 (2024), Gewinner von Das Sommerhaus der Stars (2024) | 1               | 16              |
| 2     | Bobby Chambers        | Teilnehmer bei Germany Shore (2023) und Fame Fighting (2024) | 1               | 16              |
| 3     | Nico Legat            | Sohn von Thorsten Legat, Teilnehmer bei Temptation Island (2023), RTL Turmspringen (2024), The 50 (2024) und Prominent getrennt (2024) | 1               | 16              |
| 4     | Elsa Latifaj          | Teilnehmerin bei Germany’s Next Topmodel (2023), Forsthaus Rampensau Germany (2023) und Kampf der Realitystars (2024) | 1               | 16              |
| 5     | Anita Latifi          | Sängerin, Teilnehmerin bei Deutschland sucht den Superstar (2014) | 1               | 15              |
| 6     | Vanessa Mariposa      | Teilnehmerin bei Ex on the Beach (2021), Are You the One? (2021), Das Sommerhaus der Stars (2022), Forsthaus Rampensau (2023) und The 50 (2024), Gewinnerin von Club der guten Laune (2022) | 1               | 13              |
| 7     | Thorsten Legat 3      | ehemaliger Fußballspieler, Teilnehmer bei Ich bin ein Star – Holt mich hier raus! (2016), Das Sommerhaus der Stars (2016), Schlag den Star (2016), Fort Boyard (2018), The 50 (2024), RTL Turmspringen (2024) und Ich bin ein Star – Showdown der Dschungel-Legenden (2024)                    | 1               | 12              |
| 8     | Jörg Hansen           | Teilnehmer bei Stranger Sins (2023) und VIPS Only (2023) | 1               | 9               |
| 9     | Christina Dimitriou 2 | Teilnehmerin bei Temptation Island (2019), Ex on the Beach (2020), CoupleChallenge (2020), Ich bin ein Star – Die große Dschungelshow (2021), Temptation Island VIP (2022), Reality Backpackers (2024) und The 50 (2024)                                                                       | 1               | 7               |
| 10    | Bea Fiedler1          | Schauspielerin (u. a. Eis am Stiel), ehemaliges Erotikmodel, Teilnehmerin bei Ich bin ein Star – Die große Dschungelshow (2021) | 1               | 2               |

1 Bea Fiedler musste aufgrund rassistischer Aussagen die Show verlassen.
2 Christina Dimitriou verließ die Show freiwillig.
3 Thorsten Legat verließ die Show freiwillig.

### Runden der Schanden
|             | Kandidat            | Thema | Buße           |
| ----------- | ------------------- | --- | -------------- |
| Folge 2 & 3 | Vanessa Mariposa    | Influencer Werbung mit Fake-Produkten ("Hydro Hype" / "A Hole")                                                             | /              |
| Folge 3     | Christina Dimitriou | Transfeindliche Aussagen auf Social Media, Fehlverhalten und Body-Shaming bei Reality Backpackers, Gewalt bei The 50        | /              |
| Folge 5     | Jörg Hansen         | Fehlverhalten bei Stranger Sins, Fake-Tattoo-Skandal und emotionale Folter bei der Exfreundin                               | /              |
| Folge 6     | Elsa Latifaj        | Fehlverhalten bei Forsthaus Rampensau Germany und Kampf der Realitystars                                                    | /              |
| Folge 7     | Bobby Chambers      | Handgreiflichkeiten und Aggressionen bei Germany Shore                                                                      | /              |
| Folge 8     | Sam Dylan           | Provokation bei Forsthaus Rampensau Germany, Hinterlistigkeit bei The 50 in der Ex-Freundschaft mit Kate Merlan             | /              |
| Folge 11    | Nico Legat          | Fehlverhalten bei Temptation Island und Prominent getrennt, frauenfeindliche Aussagen                                       | Latrinendienst |
| Folge 11    | Thorsten Legat      | Fehlverhalten gegenüber seinem Sohn Nico Legat, negative Kommentare über Frauen bei Ich bin ein Star – Holt mich hier raus! | /              |
| Folge 14    | Anita Latifi        | Waffen-Promotion in ihren Songs, Fehlverhalten bei Deutschland sucht den Superstar, Urkundenfälschung                       | /              |

### Nominierungen
|           | Folge 9         | Folge 13              |
| --------- | --------------- | --------------------- |
| Nico      | Elsa & Vanessa  | Vanessa & Elsa        |
| Elsa      | Jörg & Bobby    | Vanessa & Nico        |
| Anita     | Jörg & Sam      | Nico & Vanessa        |
| Sam       | Vanessa & Bobby | Vanessa & Nico        |
| Bobby     | Sam & Jörg      | Elsa & Vanessa        |
| Vanessa   | Jörg & Sam      | Nico & Sam            |
| Thorsten  | Elsa & Jörg     | bereits ausgeschieden |
| Jörg      | Elsa & Sam      | bereits ausgeschieden |
| Exitduell | kein Exitduell  | kein Exitduell        |
| Auszug    | Jörg            | Vanessa               |

| Folge 15       | Unloyal                                     | Fake                                        | Uneinsichtig                                | Manipulativ                                 | Ehrenlos                                    |
| -------------- | ------------------------------------------- | ------------------------------------------- | ------------------------------------------- | ------------------------------------------- | ------------------------------------------- |
| Nico           | Bobby                                       | Bobby                                       | Sam                                         | Anita                                       | Anita                                       |
| Sam            | Nico                                        | Bobby                                       | Elsa                                        | Anita                                       | Elsa                                        |
| Elsa           | Bobby                                       | Nico                                        | Sam                                         | Anita                                       | Nico                                        |
| Anita          | Bobby                                       | Nico                                        | Sam                                         | Bobby                                       | Nico                                        |
| Bobby          | Anita                                       | Anita                                       | Anita                                       | Anita                                       | Anita                                       |
| Rundenergebnis | Bobby                                       | Nico & Bobby                                | Sam                                         | Anita                                       | Nico & Anita                                |
| Endergebnis    | Bobby, Nico und Anita müssen ins Exitduell. | Bobby, Nico und Anita müssen ins Exitduell. | Bobby, Nico und Anita müssen ins Exitduell. | Bobby, Nico und Anita müssen ins Exitduell. | Bobby, Nico und Anita müssen ins Exitduell. |

## Rezeption

### Einschaltquoten
| Folge     | Datum          | Zuschauer | Zuschauer       | Marktanteil | Marktanteil     | Quelle |
| Folge     | Datum          | Gesamt    | 14 bis 49 Jahre | Gesamt      | 14 bis 49 Jahre | Quelle |
| --------- | -------------- | --------- | --------------- | ----------- | --------------- | ------ |
| Staffel 1 |                |           |                 |             |                 |        |
| 1         | 7. Juli 2022   | 1,18 Mio. | 0,49 Mio.       | 5,0 %       | 9,7 %           | [ 10 ] |
| 2         | 14. Juli 2022  | 1,13 Mio. | 0,41 Mio.       | 5,2 %       | 9,0 %           | [ 11 ] |
| 3         | 21. Juli 2022  | 0,97 Mio. | 0,48 Mio.       | 4,0 %       | 8,6 %           | [ 12 ] |
| 4         | 28. Juli 2022  | 0,98 Mio. | 0,42 Mio.       | 4,7 %       | 10,0 %          | [ 13 ] |
| 5         | 4. August 2022 | 0,83 Mio. | 0,42 Mio.       | 3,9 %       | 9,5 %           | [ 14 ] |